# Ercé-en-Lamée
 Ercé-en-Lamée  es una población y comuna francesa, situada en la región de Bretaña, departamento de Ille y Vilaine, en el distrito de Redon y cantón de Bain-de-Bretagne.

## Demografía
| 1668 | 1542 | 1356 | 1253 | 1145 | 1156 |
| Para los censos de 1962 a 1999 la población legal corresponde a la población sin duplicidades (Fuente: INSEE [Consultar]) |      |      |      |      |      |